# Watson (serie de televisión)
Watson es una serie de televisión estadounidense creada por Craig Sweeny que se estrenó a través de CBS el 26 de enero de 2025. La serie, descrita como un «drama médico con elementos detectivescos», se centra en el personaje del Dr. John Watson de las historias de Sherlock Holmes de Arthur Conan Doyle. Es la segunda serie de CBS que adapta las historias de Holmes, después de Elementary. Aunque las dos series no están relacionadas, sus equipos creativos coinciden.
En marzo de 2025, la serie fue renovada para una segunda temporada.

## Premisa
Un año después de la aparente muerte de Sherlock Holmes a manos de su archienemigo Moriarty, el Dr. John Watson reanuda su práctica médica abriendo la «Clínica Holmes» en Pittsburgh para tratar a pacientes con problemas médicos extraños e no identificables. Sin embargo, pronto Watson debe enfrentarse a su pasado cuando aparecen pruebas que indican que Moriarty todavía está vivo.

## Reparto

### Principales
- Morris Chestnut como John Watson, un médico y ex detective consultor que dirige la Clínica Holmes en Pittsburgh, Pensilvania.
- Eve Harlow como Ingrid Derian, una neuróloga reservada pero muy hábil con un pasado enigmático.
- Peter Mark Kendall como Stephens Croft y Adam Croft, hermanos gemelos idénticos, que actúan como especialistas en enfermedades infecciosas y medicina funcional en la clínica.
- Inga Schlingmann como Sasha Lubbock, una carismática especialista en reumatología e inmunología.
- Ritchie Coster como Shinwell Johnson, un antiguo conocido criminal de Holmes y Watson que trabaja como asistente administrativo de la clínica.
- Rochelle Aytes como Mary Morstan, una reconocida cirujana de la Costa Este y exesposa de Watson, que se desempeña como directora médica de la clínica.

### Recurrentes
- Kacey Rohl como subordinada de Moriarty que obliga a Shinwell a cumplir las órdenes de su jefe.[3]

### Invitados
- Randall Park como el profesor James Moriarty, un genio del crimen y archienemigo de Sherlock Holmes que resurge de su supuesta «muerte» con una agenda nefasta.[4]
- Nat Faxon como Hobie McSorley[5]
- Matt Berry como la voz de Sherlock Holmes, a brilliant British consulting detective and Watson's best friend who was seemingly killed alongside Moriarty. Berry voices the character in hallucination scenes.[6] He will appear in the seventh episode.[7]

## Episodios
| N.º | Título                              | Dirigido por      | Escrito por                                                                                                 | Fecha de emisión original | Audiencia (millones) |
| --- | ----------------------------------- | ----------------- | --- | ------------------------- | -------------------- |
| 1   | «Pilot»                             | Larry Teng        | Craig Sweeny                                                                                                | 26 de enero de 2025       | 9.58                 |
| 2   | «Redcoat»                           | Larry Teng        | Craig Sweeny                                                                                                | 16 de febrero de 2025     | 4.32                 |
| 3   | «Wait for the Punchline»            | Christine Moore   | Sallie Patrick                                                                                              | 23 de febrero de 2025     | 4.69                 |
| 4   | «Patient Question Mark»             | Ron Underwood     | Teresa Tuan                                                                                                 | 2 de marzo de 2025        | 4.04                 |
| 5   | «The Man With The Glowing Chest»    | Tara Nicole Weyr  | Sharde Miller                                                                                               | 9 de marzo de 2025        | 4.84                 |
| 6   | «The Camgirl Inquiry»               | Bille Woodruff    | Neal Dusedau                                                                                                | 16 de marzo de 2025       | 5.15                 |
| 7   | «Teeth Marks»                       | Jennifer Lynch    | Charly Evon Simpson                                                                                         | 23 de marzo de 2025       | 5.12                 |
| 8   | «A Variant of Unknown Significance» | Larry Teng        | Anna Mackey                                                                                                 | 30 de marzo de 2025       | 5.28                 |
| 9   | «Take a Family History»             | Mario Van Peebles | Sharon Moalem, Craig Sweeny y Teresa Tuan                                                                   | 13 de abril de 2025       | 4.97                 |
| 10  | «The Man with the Alien Hand»       | Sheelin Choksey   | Theo Travers                                                                                                | 20 de abril de 2025       | 4.47                 |
| 11  | «The Dark Day Deduction»            | Clara Aranovich   | Jason Inman                                                                                                 | 27 de abril de 2025       | 4.59                 |
| 12  | «My Life's Work Part 1»             | Jeff Byrd         | Guion de: Adam Samuel Goldman y Heather Ross Historia de: Sharon Moalem, Adam Samuel Goldman y Heather Ross | 4 de mayo de 2025         | 4.85                 |
| 13  | «My Life's Work Part 2»             | Kristin Lehman    | Guion de: Craig Sweeny y Teresa Tuan Historia de: Sharon Moalem y Sallie Patrick                            | 11 de mayo de 2025        | 4.74                 |

## Producción
Watson fue anunciado en octubre de 2022, para ser creada, escrita, producida y presentada por Craig Sweeny, quien anteriormente había trabajado en Elementary. La serie recibió una orden directa de convertirse en serie, omitiendo la etapa piloto.
En enero de 2024, Morris Chestnut fue designado como productor ejecutivo y protagonista de la serie. El productor ejecutivo Larry Teng dirigirá los dos primeros episodios. En mayo, se anunció que Peter Mark Kendall y Ritchie Coster serían las primeras incorporaciones al reparto principal. En junio, Rochelle Aytes fue elegida para interpretar a Mary Morstan, seguida por Eve Harlow e Inga Schlingmann.
Watson comenzó a rodar en Vancouver en junio de 2024, con lugares de rodaje incluidos The Bridge Studios y el campus de la Universidad de Columbia Británica. El rodaje concluyó el 22 de noviembre de 2024. La serie se desarrolla en Pittsburgh, donde se filmaron algunas escenas exteriores.

## Emisión y lanzamiento
El primer episodio tuvo su estreno mundial en MIPCOM Cannes el 20 de octubre de 2024. La serie está programada para estrenarse el 26 de enero de 2025 a través de CBS. La serie estará disponible en Paramount+.

## Recepción

### Respuesta crítica
En el agregador de reseñas Rotten Tomatoes la serie tiene un índice de aprobación del 53%, basándose en 17 reseñas, con una calificación promedio de 5.3/10. El consenso crítico del sitio web dice: «Trasplantando la tradición de Sherlock Holmes a un procedimiento médico, la idea de Watson resulta incómoda, pero se ve reforzada por el siempre vistoso Morris Chestnut». En Metacritic, tiene una puntuación media ponderada de 54 sobre 100 basada en 16 críticas, lo que indica reseñas «mixtas o medias».

### Audiencia
| N.º | Título                              | Fecha de emisión      | ÍA (18–49) | Audiencia (millones) | DVR (18–49) | Audiencia DVR (millones) | Total (18–49) | Audiencia total (millones) | Ref(s) |
| --- | ----------------------------------- | --------------------- | ---------- | -------------------- | ----------- | ------------------------ | ------------- | -------------------------- | ------ |
| 1   | «Pilot»                             | 26 de enero de 2025   | 1.6/21     | 9.58                 | 0.08        | 1.30                     | 1.68          | 10.88                      | [ 9 ]  |
| 2   | «Red Coat»                          | 16 de febrero de 2025 | 0.3/3      | 4.32                 | 0.11        | 1.97                     | 0.36          | 6.28                       | [ 10 ] |
| 3   | «Wait for the Punchline»            | 23 de febrero de 2025 | 0.3/4      | 4.69                 | 0.10        | 1.69                     | 0.36          | 6.38                       | [ 11 ] |
| 4   | «Patient Question Mark»             | 2 de marzo de 2025    | 0.2/2      | 4.04                 | 0.11        | 1.69                     | 0.34          | 5.74                       | [ 12 ] |
| 5   | «The Man With The Glowing Chest»    | 9 de marzo de 2025    | 0.3/4      | 4.84                 | 0.1         | 1.47                     | 0.4           | 6.32                       | [ 13 ] |
| 6   | «The Camgirl Inquiry»               | 16 de marzo de 2025   | 0.3/4      | 5.15                 | 0.1         | 1.63                     | 0.4           | 6.77                       | [ 14 ] |
| 7   | «Teeth Marks»                       | 23 de marzo de 2025   | 0.3/4      | 5.12                 | 0.1         | 1.50                     | 0.4           | 6.61                       | [ 15 ] |
| 8   | «A Variant of Unknown Significance» | 30 de marzo de 2025   | 0.3/5      | 5.28                 | 0.1         | 1.43                     | 0.4           | 6.70                       | [ 16 ] |
| 9   | «Take a Family History»             | 13 de abril de 2025   | 0.3/5      | 4.97                 | 0.1         | 1.46                     | 0.4           | 6.43                       | [ 17 ] |
| 10  | «The Man with the Alien Hand»       | 20 de abril de 2025   | 0.2/3      | 4.47                 | 0.1         | 1.70                     | 0.3           | 6.17                       | [ 18 ] |
| 11  | «The Dark Day Deduction»            | 27 de abril de 2025   | 0.2/4      | 4.59                 | 0.1         | 1.58                     | 0.4           | 6.18                       | [ 19 ] |
| 12  | «My Life's Work Part 1»             | 4 de mayo de 2025     | 0.3/3      | 4.85                 | —           | —                        | —             | —                          | [ 20 ] |
| 13  | «My Life's Work Part 2»             | 11 de mayo de 2025    | 0.2/3      | 4.74                 | —           | —                        | —             | —                          | [ 21 ] |